# تونی کرتیس
تونی کرتیس (به انگلیسی: Tony Curtis) (زادهٔ ۳ ژوئن ۱۹۲۵ – درگذشتهٔ ۲۹ سپتامبر ۲۰۱۰) بازیگر اهل آمریکا بود که در بیش از ۱۰۰ نقش متفاوت بازی کرد.

## زندگی
تونی کرتیس، با نامِ حقیقیِ برنارد شوارتز، به سالِ ۱۹۲۵ در نیویورک زاده شد. در زمان جنگ جهانی دوم به خدمت سربازی رفت. پس از پایان جنگ در سال ۱۹۴۹ اولین نقش سینمایی خود را به عهده گرفت.
او در سال ۱۹۵۱ با جانت لی، هنرپیشه فیلم روح هیچکاک، ازدواج کرد. دختر آنها جیمی لی کرتیس از ستاره‌های موفق هالیوود است.
تونی کرتیس پس از جدا شدن از جانت لی با کریستین کاوفمان، هنرپیشه آلمانی ازدواج کرد.
تونی کرتیس در اواخر دهه ۱۹۴۰ به سینما راه یافت و در بیش از ۱۲۰ فیلم ظاهر شد.
تونی کرتیس در فیلم ستیزه‌جویان محصول ۱۹۵۸ به کارگردانی استنلی کریمر نامزد جایزه اسکار شد. او در این فیلم به همراه هم زنجیر سیاهپوست خود (سیدنی پوآتیه) از زندان فرار می‌کنند، اما سرانجام دستگیر و به زندان عودت داده می‌شوند.
تونی کرتیس در سال ۱۹۵۹ با فیلم کمدی بعضی‌ها داغشو دوست دارن به کارگردانی بیلی وایلدر به شهرت جهانی رسید. او در این فیلم در کنار جک لمون و مریلین مونرو بازی می‌کرد.
او در فیلم اسپارتاکوس به کارگردانی استنلی کوبریک که در نقش یک برده آرام و مهربان در کنار رهبر بردگان (کرک داگلاس) ظاهر شد.
او در طول زندگی شش بار ازدواج کرد و از او شش فرزند به جا مانده‌است.
تونی کرتیس از اوایل دهه ۱۹۷۰ به بازی در سریال‌های تلویزیونی پرداخت و به ویژه با سریال ترغیب‌گران! که در آن در کنار راجر مور ظاهر شد محبوبیت فراوان پیدا کرد.
تونی کرتیس در بیست سال آخر زندگی در کنار بازیگری، به عنوان نقاش نیز مطرح شد. او در سال ۲۰۰۵ کتاب خاطرات خود را منتشر کرد به عنوان: یک شاهزاده آمریکایی. او در این کتاب از کودکی ناشاد و ماجراهای عشقی معدود خود گزارش داده‌است.

## درگذشت
تونی کرتیس ۲۹ سپتامبر ۲۰۱۰ در سن ۸۵ سالگی درگذشت.

## نگارخانه

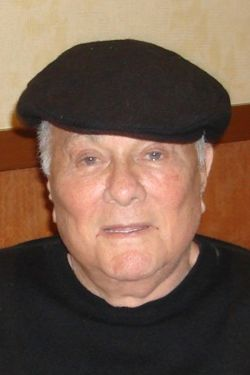
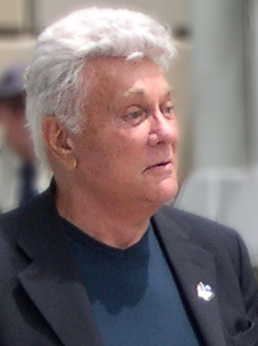

## فیلم‌شناسی
- داوید و فاطمه (۲۰۰۸)
- ۶۰ دقیقه (۲۰۰۶)
- سی‌اس‌آی (۲۰۰۵)
- امید و ایمان (۲۰۰۴)
- تا مغز استخوان مبارزه کن (۱۹۹۹)
- روزان (۱۹۹۶)
- بیوگرافی (برنامه تلویزیونی) (۲۰۰۳-۱۹۹۵)
- برهنه در نیویورک (۱۹۹۳)
- تارزان در منهتن (۱۹۸۹)
- قتل در سه پرده (۱۹۸۶)
- پسر پاییز (مجموعه تلویزیونی) (۱۹۸۳)
- آینه ترک برداشته (۱۹۸۰)
- خانم مارکر کوچک (۱۹۸۰)
- پرنسس مافیا
- چهرهٔ یک‌میلیون‌دلاری
- موویلا: جنگ اسکارلت
- روزی که رفتم تمام شب باران بارید
- بدنیوز بزر به ژاپن می‌روند
- کازانووا و دوستان
- روح خبیث
- آخرین سرمایه‌دار بزرگ (۱۹۷۶)
- کنتِ مونت کریستو (۱۹۷۵)
- ترغیب‌گران! (۱۹۷۲-۱۹۷۱)
- شفت (۱۹۷۱)
- دو میهن‌پرست (۱۹۷۰)
- بچه رزماری (۱۹۶۸)
- همه‌شو نمی‌تونی ببَری
- فرض کن جنگی به راه افتاده و کسی نیامد
- مونت کارلو و شکست
- جانی بوستن
- موج درست نکن
- کمربند عفت
- بدرود عزیزم
- بوئینگ بوئینگ (۱۹۶۵)
- مسابقه بزرگ (۱۹۶۵)
- عصر حجر (پویانمایی) (۱۹۶۵)
- وحشی و شگفت‌انگیز (۱۹۶۴)
- سکس و دختر مجرد (۱۹۶۴)
- خداحافظ چارلی (۱۹۶۴)
- پاریس در تب‌وتاب (۱۹۶۴)
- کاپیتان نیومن ام.دی. (۱۹۶۳)
- فهرست آدریان مسنجر (۱۹۶۳)
- تاراس بولبا (۱۹۶۲)
- چهل پوند دردسر
- شیاد بزرگ
- اسپارتاکوس (۱۹۶۰)
- سگ‌دو (۱۹۶۰)
- زمان شروع (مجموعه تلویزیونی) (۱۹۶۰)
- آن زن کی بود؟
- عملیات زیرپیراهنی زنانه
- بعضی‌ها داغشو دوست دارن (۱۹۵۹)
- ستیزه‌جویان (۱۹۵۸)
- وایکینگ‌ها (۱۹۵۸)
- سلاطین به پیش می‌روند
- بوی خوش موفقیت (۱۹۵۷)
- آقای کوری
- بندباز (۱۹۵۶)
- جانی دارک (۱۹۵۴)
- استحکامات ساحلی (۱۹۵۴)
- ممنوع (۱۹۵۴)
- شش پل برای عبور
- ماسک ارغوانی
- سپر سیاه فالورث
- هودینی (۱۹۵۳)
- پسر علی بابا (۱۹۵۲)
- جایی برای داماد نیست (۱۹۵۲)
- شاهزاده‌ای که دزد بود (۱۹۵۱)
- سییرا
- وینچستر ۷۳ (۱۹۵۰)
- شهری آن سوی رودخانه
- دورویی